# Saarbrücken 1978
Saarbrücken 1978 è un bootleg autorizzato da Frank Zappa, registrato al Ludwigsparkstadion di Saarbrücken (Germania), il 3 settembre 1978, e pubblicato nel luglio 1991 nel bootleg Beat the Boots.

## Tracce
1. Dancin' Fool – 3:42
2. Easy Meat – 5:05
3. Honey, Don't You Want a Man Like Me? – 4:15
4. Keep It Greasey – 3:31
5. Village of the Sun – 6:20
6. The Meek Shall Inherit Nothing – 3:45
7. City of Tiny Lites – 6:43
8. Pound for a Brown – 6:36
9. Bobby Brown Goes Down – 2:56
10. Conehead – 3:33
11. Flakes – 5:01
12. Magic Fingers – 2:30
13. Don't Eat the Yellow Snow – 3:52
14. Nanook Rubs It – 1:47
15. St. Alfonzo's Pancake Breakfast – 6:42
  - che comprende:
    - Father O'Blivion
    - Rollo
16. Bamboozled by Love – 6:45

## Formazione
- Frank Zappa - chitarra, voce
- Arthur Barrow - basso
- Vinnie Colaiuta - batteria
- Ed Mann - percussioni
- Tommy Mars - tastiere, voce
- Denny Walley - slide guitar, voce
- Ike Willis - chitarra, voce
- Peter Wolf - tastiere